# グリム童話の一覧
グリム童話の一覧では、グリム兄弟による『子供と家庭のための童話集』（Kinder- und Hausmärchen）、通称『グリム童話』に収録されているメルヒェンの一覧を記載する。

## 凡例
以下では『子供と家庭のための童話集』第7版の収録作品を基本とし、各項にそれぞれ第7版における通し番号（KHM番号）を挙げた。また初版から収録されているものは初版時の通し番号も記載した。ただし、以降の版と違い、初版では第1巻（86番まで）と第2巻はそれぞれ分けて通し番号が付与されているが、ここでは便宜上通巻に直した上で記載している。例えば初版第2巻の5番はここでは91番として掲示している。
初版から第6版までの間に削除されたものは別に分け、掲載時の通し番号にaをつけて区別している。版間の差し替えや移動などは備考欄に記した（その他の備考欄の注釈は主として『初版 グリム童話集』の注釈によっている）。タイトルが太字になっているものは「小さい版」（普及版）に収録されたものを示す。なおKHM210までに入らない遺稿や断片は割愛した。
メルヒェンの取材源となった人物のうち、特に主要なものの概要は以下の通りである（グリム童話#取材源も参照）。
ヴィルト家
カッセルの薬剤師ルードルフ・ヴィルト（1747-1814） の一家。ルードルフはスイスのベルン出身で、カッセルに移り住んだのちドロテーア・カタリーナ・フーバー（1752-1823）と結婚した（なお、ドイツでは薬剤師は医師と並んで社会的地位の高い職業である）。グレートヒェン（1787-1819）、リゼッテ（1782-1858）、ドロテーア (ドルトヒェン、1793-1867)、マリー（ミー、1794-1812）の4人の娘がいる。1805年よりカッセルに移り住んだグリム兄弟の隣人であり、娘たちはグリム兄弟の妹ロッテの友人でもあった。グリムはドロテーア夫人と娘たちから30あまりのメルヒェンの提供をうけており、この一家からの話にはすべて「ヘッセン」との注釈がつけられている。その後ヴィルヘルム・グリムは主な提供者の一人であったドルトヒェンと結婚した。
ハッセンプフルーク家
ヘッセンの高官の一家で、あまり詳しいことはわかっていないが、夫人のマリーア・マグダレーナ・ハッセンプフルーク（1767-1840）はフランスから逃れてきたユグノーの出であり、一家ではフランス語が話されていた。娘にマリー（1788-1856）、ジャネット（1791-1860）、アマーリエ（1800-1871）がいるが、この「マリー」はヴィルヘルム・グリムの息子ヘルマンの誤解によって、ヴィルト家に住んでいた老嬢マリーと長い間取り違えられていた。娘たちはやはりグリム兄弟の妹ロッテの友人で、グリムは彼女たちから30あまりのメルヒェンの提供を受けているが、フランス由来と思われるものが多いため後の版で削除されたものもある。
フリーデリケ・マンネル（1783-1833）
ランツブルク近郊アレンドルフの牧師の娘で、初版に5篇のメルヒェンを提供。『少年の魔法の角笛』にも提供を行っている。フランス語を自由に操り非常に文学的教養が高かった。
ドロテア・フィーマン（フィーメンニン、1755-1815）
15篇のメルヒェンを提供。カッセル地方の仕立て屋の妻であったが、野菜売りをしていたため、グリムは当初農家の夫人と誤解していた。グリム兄弟が生前に情報源として名を挙げた唯一の人物で、ドイツ生粋のメルヒェンの語り手として理想化されてきたが、のちの研究で彼女は旧姓をピアソンという、フランスから逃れてきたユグノーの家の出で、フランス語を操り文学的教養も高かったことが明らかになった。
ハクストハウゼン家
ヘッセンの隣国ヴェストファーレンの貴族の一家で、マリアンネ（1755-1829）、アウグスト（1792-1866）、ルドヴィーネ（1795-1872）、アンナ（1800-1877）などが、住んでいたパーダーボルン地方の話を20ほど提供している。

## KHM 1 - 50
| KHM | 初版 | タイトル                                             | 原題                                                   | 取材源                                                      | 備考 |
| --- | ---- | ---------------------------------------------------- | ------------------------------------------------------ | ----------------------------------------------------------- | --- |
| 1   | 1    | かえるの王さま、あるいは鉄のハインリヒ               | Der Froschkönig oder der eiserne Heinrich              | ヴィルト家 (?)                                              | 初版より一貫して巻頭に置かれる。 |
| 2   | 2    | 猫とねずみとお友だち                                 | Katze und Maus in Gesellschaft                         | グレートヒェン・ヴィルト                                    | |
| 3   | 3    | マリアの子ども                                       | Marienkind                                             | グレートヒェン・ヴィルト                                    | |
| 4   | 4    | こわがることをおぼえるために旅にでかけた男           | Märchen von einem, der auszog das Fürchten zu lernen   | フェルディナント・ジーベルト他                              | 初版では「ボーリングとトランプ遊び」の題で短いものを収録。ジーベルトから送られたシュヴァルム地方の話、メクレンブルクの話、フィーマンから聞いたツヴェールンの話の合成からなる。                                  |
| 5   | 5    | 狼と七匹の子山羊                                     | Der Wolf und die sieben jungen Geißlein                | アウグスト・シュテーバー 『エルザス小民謡集』（1842年）     | 第4版まではおそらくハッセンプフルーク家から聞き取った話で、第5版よりシュテーバーの民衆本所収のものに置き換えられる。                                                                                            |
| 6   | -    | 忠臣ヨハネス                                         | Der treue Johannes                                     | ハクストハウゼン家                                          | 第2版で「夜うぐいすとめくらとかげの話」に代わって追加。 |
| 7   | -    | うまい商売                                           | Der gute Handel                                        | ドロテーア・フィーマン                                      | 第2版で「くすねた銅貨」(→KHM154) に代わって追加。 |
| 8   | -    | 奇妙な音楽家                                         | Der wunderliche Spielmann                              |                                                             | ロルシュの話。第2版で「ほうちょうをもった手」に代わって追加。 |
| 9   | 9    | 十二人兄弟                                           | Die zwölf Brüder                                       | ラミュ姉妹                                                  | |
| 10  | 10   | ならずもの                                           | Das Lumpengesindel                                     | アウグスト・フォン・ハクストハウゼン                        | |
| 11  | 11   | 兄と妹                                               | Brüderchen und Schwesterchen                           | マリー・ハッセンプフルーク                                  | 第2版以降ではマリーから聞き取ったもう一つの話を合成している。 |
| 12  | 12   | ラプンツェル                                         | Rapunzel                                               | フリードリヒ・シュルツ 『小説集』（1790年）                 | シュルツの小説はさらにフランスのド・ラ・フォルスの妖精物語「ペルシネット」 (Persinette) の翻訳であったことが明らかになっている。                                                                                |
| 13  | 13   | 森の中の三人の小人                                   | Die drei Männlein im Walde                             | ドルトヒェン・ヴィルト 他                                   | 第2版以降ではフィーマンからの話、アマーリエ・ハッセンプフルークからの話と合成されている。 |
| 14  | 14   | 糸くり三人女                                         | Die drei Spinnerinnen                                  | ジャネット・ハッセンプフルーク                              | 初版では「苦しみの亜麻つむぎ」。第2版以降はパウル・ヴィーガンドから送られた話が中心となっている。 |
| 15  | 15   | ヘンゼルとグレーテル                                 | Hänsel und Gretel                                      |                                                             | ヘッセンの話。 登場する母は第3版まで実母であったが、第4版より継母に変えられている。 |
| 16  | -    | 三枚の蛇の葉                                         | Die drei Schlangenblätter                              | 竜騎兵曹長クラウゼ、ハクストハウゼン家                      | 第2版で「なんでもござれ」に代わって差し替え。 |
| 17  | 17   | 白へび                                               | Die weisse Schlange                                    | ハッセンプフルーク家                                        | |
| 18  | 18   | わらと炭とそら豆                                     | Strohhalm, Kohle und Bohne                             | ドロテーア・カタリーナ・ヴィルト                            | 第3版以降は文献からの内容に従っている。 |
| 19  | 19   | 漁師とおかみ                                         | Von dem Fischer un syner Fru                           | フィリップ・オットー・ルンゲ                                | 「ねずの木の話」 (KHM47) とともルンゲが北ドイツのポンメルン方言で書きとめたものをもとにしており、グリム兄弟が最初期に手に入れたメルヒェン。                                                                     |
| 20  | 20   | 勇ましいちびの仕立て屋                               | Das tapfere Schneiderlein                              | ハッセンプフルーク家                                        | ヘッセンの話の断片。初版ではモンターヌス 『道行きの慰め』（1557年頃）から取った話をⅠとし、ハッセンプフルーク家からのものをⅡとしていたが、第2版以降はもう一つのヘッセンの話を合成してⅡにあたるもののみ残された。 |
| 21  | 21   | 灰かぶり（シンデレラ）                               | Aschenputtel                                           | マールブルクの救貧院の老女                                  | 第2版以降では二つのヘッセン地方の話と合成。 |
| 22  | -    | なぞなぞ                                             | Das Rätsel                                             | ドロテーア・フィーマン (?)                                  | 第2版で「子供たちが屠殺ごっこをした話」に代わって追加。グリムの注にツヴェールンの話とある。 |
| 23  | 23   | はつかねずみと小鳥と腸づめの話                       | Von dem Mäuschen, Vögelchen und der Bratwurst          | モッシェロッシュ 『ジッテヴァルトのフィランダー』（1650年） | 文献から書き換えて収録。 |
| 24  | 24   | ホレのおばさん                                       | Frau Holle                                             | ドルトヒェン・ヴィルト                                      | 第2版以降はハノーファーのゴールドマンの話と合成。 |
| 25  | 25   | 七羽のからす                                         | Die sieben Raben                                       | ハッセンプフルーク家                                        | 第2版以降はウィーンの話と合成。 |
| 26  | 26   | 赤ずきん                                             | Rotkäppchen                                            | ハッセンプフルーク家                                        | ペローに同様の話がある。先行作品では赤頭巾は狼に食べられたきりだが、グリムは「狼と七匹の子ヤギ」の結末を組み合わせてハッピーエンドにしている。                                                                  |
| 27  | -    | ブレーメンの音楽隊                                   | Die Bremer Stadtmusikanten                             |                                                             | 第2版で「死神とがちょうの番人」に代わって追加。グリムの注に「パーダーボルン地方の二つの話による」とある。第3版でドロテーア・フィーマンからの話で結末を補足。                                                    |
| 28  | 28   | 歌う骨                                               | Der singende Knochen                                   | ドルトヒェン・ヴィルト                                      | |
| 29  | 29   | 金の毛が3本生えた鬼                                  | Der Teufel mit den drei goldenen Haaren                | ドロテーア・フィーマン                                      | 初版はアマーリエ・ハッセンプフルークからの話になっており、第2版以降でフィーマンによる同様の話に差し替えられている。                                                                                             |
| 30  | 30   | しらみとのみ                                         | Läuschen und Flöhchen                                  | ドロテーア・カタリーナ・ヴィルト                            | |
| 31  | 31   | 手なしむすめ                                         | Das Mädchen ohne Hände                                 | マリー・ハッセンプフルーク                                  | 第2版以降でドロテア・フィーマンの話と合成。 |
| 32  | 32   | ものわかりのいいハンス                               | Der gescheite Hans                                     | ハッセンプフルーク家 (?)                                    | 初版ではハッセンプフルーク家からと思われる話をⅠ、ヤーコプ・フライの笑話集からの話をⅡとしていたが、後者は第2版以降で省かれている。                                                                               |
| 33  | -    | 三つの言葉                                           | Die drei Sprachen                                      | ヴァレー州のハンス・トルファー                              | 第2版で「長靴をはいた猫」に代わって追加。 |
| 34  | -    | 知恵者エルゼ                                         | Die kluge Else                                         | ドロテーア・フィーマン                                      | 第2版で「ハンスのトリーネ」に代わって追加。 |
| 35  | -    | 天国へ行った仕立て屋                                 | Der Schneider im Himmel                                | 複数の文献                                                  | 第2版で「親すずめと子すずめ」（→KHM157）に代わって追加。ヴィクラム『道中よもやま話』（1555年）、キルヒホフ『ヴェンド人の怒り』（1563年）などから合成している。                                                  |
| 36  | 36   | おぜんやご飯のしたくと金貨を生む騾馬と棍棒袋から出ろ | Tischchen deck dich, Goldesel und Knüppel aus dem Sack | ジャネット・ハッセンプフルーク                              | 初版ではドルトヒェン・ヴィルトからの話をⅡとして載せていたが、第2版以降は省かれている。 |
| 37  | -    | おやゆびこぞう                                       | Daumesdick                                             | エバーハルト・フォン・グローテ (?)                          | 「ナプキンと背嚢と砲蓋と角笛の話」（→KHM54）に代わって追加。 |
| 38  | 38   | 奥様きつねの結婚                                     | Die Hochzeit der Frau Füchsin                          | ゴットシャルク夫人 (?)                                      | ヤーコプは恩師であるサヴィニーに当てた書簡で、子供のころから聞いていて最も好きな話のひとつと書いている。 |
| 39  | 39   | 小人の靴屋                                           | Die Wichtelmänner                                      | ドルトヒェン・ヴィルト                                      | 原題を直訳すると「小人たち」。3つの小人譚を集めたもの。訳者により邦題にはバリエーションが存在する。 |
| 40  | 40   | 強盗のおむこさん                                     | Der Räuberbräutigam                                    | マリー・ハッセンプフルーク                                  | 第2版以降で別の二つの話と合成。 |
| 41  | 41   | コルベスさま                                         | Herr Korbes                                            | ジャネット・ハッセンプフルーク                              | |
| 42  | 42   | 名づけ親さん                                         | Der Herr Gevatter                                      | アマーリエ・ハッセンプフルーク                              | 第3版以降でルートヴィヒ・アウアーバッハの本により補足される。 |
| 43  | -    | トゥルーデおばさん                                   | Frau Trude                                             | マイアー・テディ 『女性文庫』（1823年）                     | 第3版で「奇妙なおよばれ」に代わって追加。 |
| 44  | 44   | 死神の名付け親                                       | Der Gevatter Tod                                       | マリー・エリザベート・ヴィルト                              | 第2版以降でフリードリヒ・グスタフ・シリングの本から結末が付け加えられる。 |
| 45  | 45   | 仕立て屋の親指小僧の遍歴                             | Daumerlings Wanderschaft                               | マリー・ハッセンプフルーク                                  | 第2版以降でヘッセンの話、パーダーボルンの話と合成される。 |
| 46  | 46   | フィッチャーの鳥                                     | Fitchers Vogel                                         | フリーデリケ・マンネル、ドルトヒェン・ヴィルト              | 二人からの話を合成したもの。 |
| 47  | 47   | ねずの木の話                                         | Von dem Machandelboom                                  | フィリップ・オットー・ルンゲ                                | 「漁師とおかみ」 (KHM19) とともルンゲが北ドイツのポンメルン方言で書きとめたものに基づく。 |
| 48  | 48   | ズルタンじいさん                                     | Der alte Sultan                                        |                                                             | ニーダーヘッセン地方の話。第2版以降でハクストハウゼン家によるパーダーボルン地方の話によって補われる。 |
| 49  | 49   | 六羽の白鳥                                           | Die sechs Schwäne                                      | ドルトヒェン・ヴィルト                                      | |
| 50  | 50   | いばら姫                                             | Dornröschen                                            | マリー・ハッセンプフルーク                                  | ペローに同様の話がある。 |

## KHM 51 - 100
| KHM | 初版 | タイトル                         | 原題                                     | 取材源                                                                      | 備考 |
| --- | ---- | -------------------------------- | ---------------------------------------- | --------------------------------------------------------------------------- | --- |
| 51  | 51   | めっけ鳥                         | Fundevogel                               | フリーデリケ・マンネル                                                      | マンネルからシュヴァルム地方の話として送られたもので、もとの提供者は不明。                                                                          |
| 52  | 52   | つぐみの髭の王さま               | König Drosselbart                        | ハッセンプフルーク家                                                        | マイン地方の話で、ドルトヒェン・ヴィルトの話で補足、第2版からパーダーボルン地方の話も取り入れる。                                                   |
| 53  | 53   | 白雪姫                           | Sneewittchen                             | マリー・ハッセンプフルーク                                                  | 草稿では白雪姫を生き返らせるのは彼女の父親で、フェルディナント・ジーベルトの話を取り入れ結末を変更している。また第2版以降で母親が継母に変えられる。 |
| 54  | -    | 背嚢と帽子と角笛                 | Der Ranzen, das Hütlein und das Hörnlein | ヨハン・フリードリヒ・クラウゼ                                              | 第2版で「馬鹿のハンス」に代わって追加。初版では「ナプキンと背嚢と砲蓋と角笛の話」としてより短いものが37番に収められている。                         |
| 55  | 55   | ルンペルシュティルツヒェン       | Rumpelstilzchen                          | ドルトヒェン・ヴィルト、ハッセンプフルーク家                                | 二つの情報源からの話を合成、2版以降ではリゼッテ・ヴィルトからの話を取り入れ結末が変更されている。                                                   |
| 56  | 56   | 恋人ローランド                   | Der liebste Roland                       | ドルトヒェン・ヴィルト                                                      | |
| 57  | 57   | 黄金の鳥                         | Der goldene Vogel                        | マールブルクの救貧院の老女                                                  | 第2版以降でフィーマンの話から補足。 |
| 58  | 58   | 犬と雀                           | Der Hund und der Sperling                | グレートヒェン・ヴィルト                                                    | 初版では「忠実な雀の名付け親」のタイトルで、第2版でフィーマンの話から後半を差し替え改題。                                                           |
| 59  | -    | フリーダーとカーテルリースヒェン | Der Frieder und das Katherlieschen       | ドロテーア・フィーマン                                                      | 第2版で「白鳥王子」に代わって追加。グリムの注にツヴェールン地方の話とある。                                                                         |
| 60  | -    | 二人兄弟                         | Die zwei Brüder                          | ハクストハウゼン家 (?)                                                      | 第2版で「金のたまご」に代わって追加。グリムの注にパーダーボルン地方の話とある。                                                                     |
| 61  | -    | 水呑百姓                         | Das Bürle                                | ドロテーア・フィーマン                                                      | 第2版で「すぐに金持ちになった仕立て屋の話」に代わって追加。                                                                                         |
| 62  | -    | 蜜蜂の女王                       | Die Bienenkönigin                        | A.L.グリム 『こどものメルヒェン』（1809年）                                 | 初版では64番の「ぼけなすの話」のⅡで、第2版で独立。                                                                                                  |
| 63  | -    | 三枚の鳥の羽                     | Die drei Federn                          | ドロテーア・フィーマン                                                      | 初版ではおそらくヴィルト家からのものが「ぼけなすの話」のⅢとして収録。第2版でフィーマンからのものになり独立。                                        |
| 64  | -    | 黄金のがちょう                   | Die goldene Gans                         | ハッセンプフルーク家                                                        | 初版では64番の「ぼけなすの話」のⅣで、第2版でハクストハウゼン家の話と合成され単独で64番となる。                                                      |
| 65  | 65   | 千匹皮                           | Allerleirauh                             | カール・ネーリッヒ 『シリー』（1798年）、ドルトヒェン・ヴィルト             | 長編小説の一挿話とヴィルトからの話の融合。初版では主人公の娘は実父の王と結婚するが、第2版では結婚相手は別の王になる。                               |
| 66  | -    | 子ウサギのおよめさん             | Häsichenbraut                            | ゲオルク・フリードリヒ・ファーレンシュタイン                                | 第2版で「どんちゃか騒ぎ」に代わって追加。ファーレンシュタインがポメラニアのヴェンデンランデで聞いた話という。                                       |
| 67  | 67   | 十二人の狩人                     | Die zwölf Jäger                          | ジャネット・ハッセンプフルーク                                              | 初版時のタイトルは「王さまとライオン」で、第2版で改題。                                                                                             |
| 68  | -    | どろぼうの名人とその大先生       | De Gaudeif un sien Meester               | イェンニー・フォン・ドロステ＝ヒュルスホフ                                  | イェンニーはアネッテ・フォン・ドロステ＝ヒュルスホフの姉。第2版で「夏の庭と冬の庭」に変わって追加。                                                 |
| 69  | 69   | ヨリンデとヨリンゲル             | Jorinde und Joringel                     | J.H.ユング＝シュティリング 『ヘンリヒ・シュティリングの青春』（1777年）     | ユング＝シュティリングの自伝的小説から。 |
| 70  | -    | 三人のしあわせもの               | Die drei Glückskinder                    | ハクストハウゼン家                                                          | 第2版で「オケルロ」に代わって追加。グリムの注にパーダーボルン地方の話とある。                                                                       |
| 71  | -    | 六人男、世界を股にかける         | Sechse kommen durch die ganze Welt       | ドロテーア・フィーマン (?)                                                  | 第2版で「ネズミ皮の王女」に代わって追加。グリムの注にツヴェールン地方の話とある。                                                                   |
| 72  | -    | 狼と人間                         | Der Wolf und der Mensch                  | ハクストハウゼン家                                                          | 第2版で「梨の小僧は落ちない」に代わって追加。ハクストハウゼン家によるパーダーボルン地方の話と、バイエルン地方の話を併せる。                         |
| 73  | -    | 狼と狐                           | Der Wolf und der Fuchs                   |                                                                             | 第2版で「人ごろし城」に代わって追加。グリムの注にヘッセンの話とある。                                                                               |
| 74  | -    | 狼と名付けをたのんだ奥さま       | Der Fuchs und die Frau Gevatterin        |                                                                             | 第2版で「泉の子ヨハネスと泉の子カスパール」に代わって追加。グリムの注にドイツ-ベーメン地方の話とある。                                              |
| 75  | -    | 狼と猫                           | Der Fuchs und die Katze                  |                                                                             | 第2版で「フェニックス鳥」に代わって追加。グリムの注にシュヴァイフの話とある。                                                                       |
| 76  | 76   | なでしこ                         | Die Nelke                                | ドロテーア・フィーマン                                                      | 初版はハッセンプフルーク家からの話で、第2版でフィーマンからの話に変えられる。                                                                       |
| 77  | -    | 知恵者のグレーテル               | Die kluge Gretel                         | アンドレアス・シュトロブル『新たに色づけされた復活祭の卵』（1700年）        | 第2版で「さしもの師とろくろ師の話」に代わって追加。                                                                                                 |
| 78  | 78   | としよりのおじいさんと孫         | Der alte Großvater und der Enkel         | J.H.ユング＝シュティリング 『ヘンリヒ・シュティリングの徒弟時代』（1778年） | |
| 79  | 79   | 水の精                           | Die Wassernixe                           | マリー・ハッセンプフルーク                                                  | |
| 80  | 80   | めんどりの死んだ話               | Von dem Tode des Hühnchens               |                                                                             | ブレンターノが『少年の魔法の角笛』の付録に載せたものを改筆。グリムの注にヘッセンの話とある。                                                        |
| 81  | -    | のんきぼうず                     | Bruder Lustig                            | ゲオルク・パッシー                                                          | 第2版で「鍛冶屋と悪魔」に代わって追加。パッシーがウィーンで聞き取った話という。                                                                     |
| 82  | -    | 道楽ハンスル                     | De Spielhansl                            |                                                                             | 第2版で「三人姉妹」に代わって追加。フリートベルクの話。                                                                                             |
| 83  | -    | 幸せハンス                       | Hans im Glück                            | アウグスト・ヴェルニッケ 『占い棒』（1818年）                               | 第2版で「貧しい女の子」（→KHM153「星の銀貨」）に代わって追加。                                                                                      |
| 84  | -    | ハンスの嫁取り                   | Hans heiratet                            | プレトリウス 『占い棒』（1667年）                                           | 第2版で「お姑」に代わって追加。 |
| 85  | 63   | 黄金の子供たち                   | Die Goldkinder                           | フリーデリケ・マンネル                                                      | 第2版で4断片に代わって初版63番から移動。 |
| 86  | 86   | 狐とがちょう                     | Der Fuchs und die Gänse                  | ハクストハウゼン家                                                          | 初版から第7版まで一貫して第1巻巻末に置かれる。 |
| 87  | 87   | 貧乏人と金持ち                   | Der Arme und der Reiche                  | フェルディナント・ジーベルト                                                | 初版より一貫して第2巻巻頭に置かれる。 |
| 88  | 88   | 鳴いて跳ねるひばり               | Das singende springende Löweneckerchen   | ドルトヒェン・ヴィルト                                                      | |
| 89  | 89   | がちょう番の女                   | Die Gänsemagd                            | ドロテーア・フィーマン                                                      | |
| 90  | 90   | 若い大男                         | Der junge Riese                          | ハノーファーの牧師ゴールトマン                                              | |
| 91  | 91   | 土の中の小人                     | Dat Erdmänneken                          | ルドヴィーネ・ハクストハウゼン                                              | パーダーボルン地方の話。 |
| 92  | 92   | 金の山の王さま                   | Der König vom goldenen Berg              |                                                                             | グリムの注釈に「ある兵士から聞いた」とある。 |
| 93  | 93   | 大がらす                         | Die Rabe                                 | ハノーファーの牧師ゴールトマン                                              | |
| 94  | 94   | 賢い百姓娘                       | Die kluge Bauerntochter                  | ドロテーア・フィーマン                                                      | |
| 95  | -    | ヒルデブラントおじい             | Der alte Hildebrand                      |                                                                             | 第2版で「ガラス瓶の中の化け物」（KHM99）に代わって追加。オーストリアドイツ語による話。                                                              |
| 96  | 96   | 三羽の小鳥                       | De drei Vügelkens                        | ケーターベルク山の羊飼い                                                    | |
| 97  | 97   | 命の水                           | Das Wasser des Lebens                    | ハクストハウゼン家                                                          | 同家から聞いたパーダーボルン地方の話と別のヘッセンの話とを合成。                                                                                    |
| 98  | 98   | もの知り博士                     | Doktor Allwissend                        | ドロテーア・フィーマン                                                      | |
| 99  | 94   | ガラス瓶の中の化け物             | Der Geist im Glas                        | ベーケンドルフの仕立て屋                                                    | 初版第2巻の9番（通巻で94番目）から第2版で通巻99番に移動。                                                                                           |
| 100 | 100  | 悪魔の煤けた相棒                 | Des Teufels rußiger Bruder               | ドロテーア・フィーマン                                                      | |

## KHM 101 - 150
| KHM | 初版 | タイトル                                   | 原題                                          | 取材源                                                                      | 備考 |
| --- | ---- | ------------------------------------------ | --------------------------------------------- | --------------------------------------------------------------------------- | --- |
| 101 | 101  | 熊の皮をきた男                             | Der Bärenhäuter                               | グリンメルスハウゼン 「最初の熊の皮を着た男」（1670年）                     | 初版から第4版まではハクストハウゼン家からの話が「緑の上着の悪魔」の題で置かれ、第5版で改題され書物からの内容に置き換えられる。              |
| 102 | 102  | みそさざいと熊                             | Der Zaunkönig und der Bär                     | ドロテーア・フィーマン                                                      | |
| 103 | 103  | おいしいお粥                               | Der süße Brei                                 | ドルトヒェン・ヴィルト                                                      | |
| 104 | -    | 賢い人々                                   | Die klugen Leute                              | ドルトヒェン・ヴィルト                                                      | 第7版で「忠実な動物たち」に代わって追加。                                                                                                   |
| 105 | 105  | 蛇の話                                     | Märchen von der Unke                          | ヴィルト家（Ⅰ）                                                             | 各地方の三つの挿話（Ⅰ、Ⅱ、Ⅲ）からなる。 |
| 106 | 106  | 貧乏な粉屋の若者と小猫                     | Der arme Müllersbursch und das Kätzchen       | ドロテーア・フィーマン                                                      | |
| 107 | -    | 旅あるきの二人の職人                       | Die beiden Wanderer                           | キール出身の学生                                                            | 第5版で「からす」に代わって追加。 |
| 108 | 108  | ハンスぼっちゃんはりねずみ                 | Hans mein Igel                                | ドロテーア・フィーマン                                                      | |
| 109 | 109  | きょうかたびら                             | Das Totenhemdchen                             | フェルディナント・フィリップ・グリム (?)                                    | フェルディナントはグリム兄弟の弟（四男）。グリムの注釈にはバイエルンからとある。                                                            |
| 110 | 110  | いばらの中のユダヤ人                       | Der Jude im Dorn                              | アルブレヒト・ディートリヒの喜劇『ある作男の物語』（1618年）                | |
| 111 | 111  | 腕のいい狩人                               | Der gelernte Jäger                            | ドロテーア・フィーマン                                                      | |
| 112 | 112  | 天のからさお                               | Der Dreschflegel vom Himmel                   | ハクストハウゼン家                                                          | |
| 113 | 113  | 王の子ふたり                               | De beiden Künigeskinner                       | ルドヴィーネ・ハクストハウゼン                                              | グリムの注にパーダーボルン地方の話とある。                                                                                                  |
| 114 | 114  | 賢いちびの仕立て屋の話                     | Vom klugen Schneiderlein                      | フェルディナント・ジーベルト (?)                                            | グリムの注にシュヴァルム地方の話とある。 |
| 115 | 115  | 明るいお天道様は明るみに出す               | Die klare Sonne bringt's an den Tag           | ドロテーア・フィーマン                                                      | |
| 116 | 116  | 青いランプ                                 | Das blaue Licht                               | ハクストハウゼン家 (?)                                                      | グリムの注にメクレンブルク地方の話とある。                                                                                                  |
| 117 | 117  | わがままな子供                             | Das eigensinnige Kind                         |                                                                             | ヘッセンの口承。 |
| 118 | 118  | 三人の軍医                                 | Die drei Feldscherer                          | ドロテーア・フィーマン                                                      | |
| 119 | -    | シュヴァーベンの七人男                     | Die sieben Schwaben                           | キルヒホフ 『ヴェンド人の怒り』（1563年）                                   | 第2版で「怠け者と働き者」に代わって追加。                                                                                                   |
| 120 | 120  | 三人の見習い職人                           | Die drei Handwerksburschen                    | ドロテーア・フィーマン                                                      | フィーマンからの話とライネ川地方の話を合成。                                                                                                |
| 121 | -    | こわいものなしの王子                       | Der Königssohn, der sich vor nichts fürchtete | ハクストハウゼン家                                                          | 第2版で「天国のご婚礼」（KHM209）に代わって追加。グリムの注にパーダーボルン地方の話とある。                                                 |
| 122 | -    | キャベツろば                               | Der Krautesel                                 |                                                                             | 第2版で「長い鼻」に代わって追加。グリムの注にドイツ-ベーメン地方の話とある。                                                                |
| 123 | 123  | 森のなかのばあさん                         | Die Alte im Wald                              | ハクストハウゼン家                                                          | |
| 124 | 124  | 三人兄弟                                   | Die drei Brüder                               | フェルディナント・ジーベルト (?)                                            | グリムの注にシュヴァルム地方の話とある。 |
| 125 | 125  | 悪魔とそのおばあさん                       | Der Teufel und seine Großmutter               | ドロテーア・フィーマン                                                      | |
| 126 | 126  | 誠実なフェレナントと不誠実なフェレナント   | Ferenand getrü und Ferenand ungetrü           | ハクストハウゼン家                                                          | グリムの注にパーダーボルン地方の話とあり、低地ドイツ語で書かれている。                                                                      |
| 127 | 127  | 鉄のストーブ                               | Der Eisenofen                                 | ドロテーア・フィーマン                                                      | |
| 128 | 128  | なまけ者の糸つむぎ女                       | Die faule Spinnerin                           | ドロテーア・フィーマン                                                      | |
| 129 | -    | 腕利き四人兄弟                             | Die vier kunstreichen Brüder                  |                                                                             | 第2版で「ライオンと蛙」に代わって追加。グリムの注にパーダーボルン地方の話とある。                                                           |
| 130 | -    | 一つ目、二つ目、三つ目                     | Einäuglein, Zweiäuglein und Dreiäuglein       | テオドーア・ペシェック 『中世の友のための週間報告』（1854年）               | 第2版で「兵士と指物師」に代わって追加。 |
| 131 | 131  | 美人のカトリネルエとピフ・パフ・ポルトリー | Die schöne Katrinelje und Pif Paf Poltrie     | ハクストハウゼン家                                                          | ハクストハウゼン家からのパーダーボルン地方の話で、ブレーメンからのバリエーションを補足。                                                    |
| 132 | 132  | 狐と馬                                     | Der Fuchs und das Pferd                       | ハクストハウゼン家                                                          | グリムの注にミュンスターの話とある。 |
| 133 | 133  | 踊ってすりきれた靴                         | Die zertanzten Schuhe                         | イェンニー・フォン・ドロステ＝ヒュルスホフ                                  | |
| 134 | 134  | 六人の家来                                 | Die sechs Diener                              | ハクストハウゼン家                                                          | パーダーボルン地方の話。 |
| 135 | 135  | 白い花嫁と黒い花嫁                         | Die weiße und die schwarze Braut              | ハクストハウゼン家                                                          | ハクストハウゼン家からのパーダーボルン地方の話と、別のメクレンブルク地方の話を合成。                                                        |
| 136 | -    | 鉄のハンス                                 | Der Eisenhans                                 | フリートムント・フォン・アルニム 『山岳で収集した100の昔話』（1834年）      | 第7版で「山男」に代わって追加。 |
| 137 | 137  | 三人の黒いお姫さま                         | De drei schwatten Prinzessinnen               | ハクストハウゼン家                                                          | グリムの注にミュンスター地方の話とあり、方言で書かれている。                                                                                |
| 138 | 138  | クノイストと三人の息子                     | Knoist un sine dre Sühne                      | ハクストハウゼン家                                                          | グリムの注にザヴァーラント地方の話とあり、方言で書かれている。                                                                              |
| 139 | 139  | ブラーケルの小娘                           | Dat Mäken von Brakel                          | ハクストハウゼン家                                                          | グリムの注にパーダーボルン地方の話とあり、方言で書かれている。                                                                              |
| 140 | 140  | 下男                                       | Das Hausgesinde                               | ハクストハウゼン家                                                          | グリムの注にパーダーボルン地方の話とあり、方言で書かれている。                                                                              |
| 141 | 141  | 小羊と小魚                                 | Das Lämmchen und Fischchen                    | マリアンネ・フォン・ハクストハウゼン                                        | |
| 142 | 142  | ジメリの山                                 | Simeliberg                                    | ルドヴィーネ・フォン・ハクストハウゼン                                      | |
| 143 | -    | 旅にでる                                   | Up Reisen gohn                                |                                                                             | 第2版で「飢え死にしそうな子供たち」に代わって追加。ミュンスターラントの話と、おそらくハクストハウゼン家からのパーダーボルン地方の話を合成。 |
| 144 | 144  | 小さなろば                                 | Das Eselein                                   | 『14世紀のシュトラースブルク手稿』                                          | 14世紀のラテン語詩から。 |
| 145 | 145  | 親不孝なむすこ                             | Der undankbare Sohn                           | ヨハネス・パウリ 『冗談と本気』（1552年）                                   | |
| 146 | 146  | かぶら                                     | Die Rübe                                      | 『14世紀のシュトラースブルク手稿』                                          | 14世紀のラテン語詩から。 |
| 147 | 147  | 若く焼きなおされた小男                     | Das junggeglühte Männlein                     | ハンス・ザックスの韻文笑話 「猿の起源」（1562年）                           | |
| 148 | 148  | 神様の動物と悪魔の動物                     | Des Herrn und des Teufels Getier              | ハンス・ザックスの詩 「悪魔がやぎをつくった」（1556年）                     | |
| 149 | 149  | 梁の木                                     | Der Hahnenbalken                              | フリードリヒ・キント 『ベッカー文庫』（1812年）                             | |
| 150 | 150  | 乞食のおばあさん                           | Die alte Bettelfrau                           | J.H.ユング・シュティリング 『ヘンリヒ・シュティリングの徒弟時代』（1778年） | |

## KHM 151 - 200
| KHM  | 初版 | タイトル                         | 原題                               | 取材源                                                                          | 備考                                                                               |
| ---- | ---- | -------------------------------- | ---------------------------------- | ------------------------------------------------------------------------------- | ---------------------------------------------------------------------------------- |
| 151  | 151  | 三人の怠け者                     | Die drei Faulen                    | ヨハネス・パウリ 『冗談と本気』（1552年）                                       |                                                                                    |
| 151* | -    | 十二人の怠け者の下男             | Die zwölf faulen Knechte           | アーデルベルト・フォン・ケラー『Fastnachtspiele』（15世紀）                     | KHM151に加えて併録されているもの。                                                 |
| 152  | -    | 牧童                             | Das Hirtenbüblein                  | ルートヴィヒ・アウルバッハー                                                    | 第2版で「哀しみの聖女」に代わって追加。グリムの注にバイエルンの話とある。          |
| 153  | 83   | 星の銀貨                         | Die Sterntaler                     | ジャン・パウル 『見えない桟敷』                                                 | 初版では83番に「貧しい女の子」として収録。                                         |
| 154  | 7    | くすねた銅貨                     | Der gestohlene Heller              | グレートヒェン・ヴィルト                                                        | 初版7番から第2版で「ディトマルシェンのほらばなし」 (→KHM159) に代わって移動。      |
| 155  | -    | 嫁えらび                         | Die Brautschau                     | ヨハーン・ルードルフ・ヴィース 『嫁探し』 （1815年）                            | 第2版で「なぞなぞ話」 (→KHM160)に代わって追加。                                    |
| 156  | -    | ぬらぬらの亜麻のかたまり         | Die Schlickerlinge                 |                                                                                 | グリムの注にメクレンブルクの話とある。第2版で「金の鍵」 (→KHM200) に代わって追加。 |
| 157  | 35   | 親すずめと四羽の子すずめ         | Der Sperling und seine vier Kinder | ヨハン・バルタザール・シュッピウス 『教訓集』（1663年）                         | 初版35番だったものを第2版で移動。                                                  |
| 158  | 153  | のらくら国のお話                 | Das Märchen vom Schlaraffenland    | 14世紀の詩                                                                      | 初版では第2巻の67番（通巻で153番目）で、第2版で158番に移動。                       |
| 159  | 154  | ディトマルシェンのほらばなし     | Das dietmarsische Lügenmärchen     | 北ドイツの歌謡（1733年）                                                        | 初版では第2巻の68番（通巻で154番目）で、第2版で159番に移動。                       |
| 160  | 155  | なぞなぞ話                       | Rätselmärchen                      | 『民謡となぞなぞ』（16世紀）                                                    | 初版では第2巻の69番（通巻で155番目）で、第2版で160番に移動。                       |
| 161  | -    | 雪白と薔薇紅                     | Schneeweißchen und Rosenrot        | カロリーネ・シュタール 『子供のための寓話と物語集』（1818年）                   | 第3版で追加。                                                                      |
| 162  | -    | 賢い下男                         | Der kluge Knecht                   | マルティン・ルター 『詩編101番の解釈』（1534年）                                | 第3版で追加。                                                                      |
| 163  | -    | ガラスの棺                       | Der gläserne Sarg                  | ジィルヴァヌス 『甘やかされたお母さん子』 （1728年）                            | 第3版で追加。                                                                      |
| 164  | -    | ものぐさハインツ                 | Der faule Heinz                    | オイヒャリウス・アイエリング 『ことわざの宝庫』（1601年）                       | 第3版で追加。                                                                      |
| 165  | -    | 怪鳥グライフ                     | Der Vogel Greif                    | フリードリヒ・シュミット                                                        | 第3版で追加。アレマン語による話。                                                  |
| 166  | -    | 強力ハンス                       | Der starke Hans                    | カール・ルドルフ・ハーゲンバッハ                                                | 第3版で追加。                                                                      |
| 167  | -    | 天国へ行った水のみ百姓           | Das Bürli im Himmel                | フリードリヒ・シュミット                                                        | 第3版で追加。アレマン語による話。                                                  |
| 168  | -    | やせたリーゼ                     | Die hagere Liese                   | ハンス・ヴィルヘルム・キルヒホフ 『ヴェンド人の怒り』（1563年）                 | 第4版で追加。                                                                      |
| 169  | -    | 森の家                           | Das Waldhaus                       | カール・ゲデケ                                                                  | 第4版で追加。                                                                      |
| 170  | -    | 苦楽をわかつ                     | Lieb und Leid teilen               | イェルク・ヴィクラム 『道中よもやま話』（1555年）                               | 第4版で追加。                                                                      |
| 171  | -    | みそさざい                       | Der Zaunkönig                      | ヨーハン・ヤーコプ・ニコラウス・ムソイス 『メクレンブルク史協会年鑑』（1840年） | 第4版で追加。                                                                      |
| 172  | -    | かれい                           | Die Scholle                        | ヨーハン・ヤーコプ・ニコラウス・ムソイス 『メクレンブルク史協会年鑑』（1840年） | 第4版で追加。                                                                      |
| 173  | -    | 「さんかのごい」と「やつがしら」 | Rohrdommel und Wiedehopf           | ヨーハン・ヤーコプ・ニコラウス・ムソイス 『メクレンブルク史協会年鑑』（1840年） | 第4版で追加。                                                                      |
| 174  | -    | ふくろう                         | Die Eule                           | ハンス・ヴィルヘルム・キルヒホフ 『ヴェンド人の怒り』（1563年）                 | 第4版で追加。                                                                      |
| 175  | -    | 月                               | Der Mond                           | ハインリヒ・プレーレ 『若者のための昔話集』（1854年）                           | 第7版で「不幸せ」（第4版で追加）に代わって追加。                                   |
| 176  | -    | 寿命                             | Die Lebenszeit                     | ツヴェールンの農夫                                                              | 第4版で追加。                                                                      |
| 177  | -    | 死神の使いたち                   | Die Boten des Todes                | ハンス・ヴィルヘルム・キルヒホフ 『ヴェンド人の怒り』（1563年）                 | 第4版で追加。                                                                      |
| 178  | -    | プフリーム親方                   | Meister Pfriem                     | 『最新子供図書館』（1827年）                                                    | 第5版で追加。                                                                      |
| 179  | -    | 泉のそばのがちょう番の女         | Die Gänsehirtin am Brunnen         | アンドレアス・シューマッハー 『がちょう番の娘の話』（1833年）                   | 第5版で追加。                                                                      |
| 180  | -    | エバのふぞろいの子どもたち       | Die ungleichen Kinder Evas         | ハンス・ザックスの詩（1558年）                                                  | 第5版で追加。                                                                      |
| 181  | -    | 池にすむ水の妖精                 | Die Nixe im Teich                  | モーリツ・ハウプト 『ドイツ古代史』（1842年）                                   | 第5版で追加。                                                                      |
| 182  | -    | 小人の使い                       | Die Geschenke des kleinen Volkes   | エーミール・ゾンマー 『ザクセンとテューリンゲンの伝説集』（1846年）             | 第6版で「えんどう豆の試練」（第5版で追加）に代わって追加。                         |
| 183  | -    | 大男と仕立屋                     | Der Riese und der Schneider        | フランツ・ツィスカ 『オーストリアの昔話』（1822年）                             | 第5版で追加。                                                                      |
| 184  | -    | 釘                               | Der Nagel                          | ルートヴィヒ・アウルバッハー 『若者のための小冊子』（1834年）                   | 第5版で追加。                                                                      |
| 185  | -    | 墓へはいった哀れな小僧           | Der arme Junge im Grab             | ルートヴィヒ・アウルバッハー 『若者のための小冊子』（1834年）                   | 第5版で追加。                                                                      |
| 186  | -    | 本当の花嫁                       | Die wahre Braut                    | モーリツ・ハウプト 『ドイツ古代史』（1842年）                                   | 第5版で追加。                                                                      |
| 187  | -    | 兎とはりねずみ                   | Der Hase und der Igel              | ヴィルヘルム・シュレーダー 『ハノーファー民衆誌』（1840年）                     | 第5版で追加。                                                                      |
| 188  | -    | つむとひとぬいばり               | Spindel, Weberschiffchen und Nadel | ルートヴィヒ・アウルバッハー 『若者のための小冊子』（1834年）                   | 第5版で追加。                                                                      |
| 189  | -    | 百姓と悪魔                       | Der Bauer und der Teufel           | ルートヴィヒ・アウルバッハー 『若者のための小冊子』（1834年）                   | 第5版で追加。                                                                      |
| 190  | -    | 机の上のパンくず                 | Die Brosamen auf dem Tisch         | ヴィルヘルム・ヴァッカーナーゲル 『ドイツ古代誌』（1843年）                     | 第5版で追加。                                                                      |
| 191  | -    | あめふらし                       | Das Meerhäschen                    | ヨーゼフ・ハルトリヒの昔話集（1856年）                                          | 第7版で「盗賊と彼の息子たち」（第5版で追加）に代わって追加。                       |
| 192  | -    | どろぼうの名人                   | Der Meisterdieb                    | フリードリヒ・シュテルツィング 『ドイツ古代誌』（1843年）                       | 第5版で追加。                                                                      |
| 193  | -    | 太鼓たたき                       | Der Trommler                       | カール・ゲデケ                                                                  | 第5版で追加。                                                                      |
| 194  | -    | 麦の穂                           | Die Kornähre                       | フィリップ・ホフマイスター 『ヘッセン史協会誌』（1847年）                       | 第6版で追加。                                                                      |
| 195  | -    | 土まんじゅう                     | Der Grabhügel                      | フィリップ・ホフマイスター 『ヘッセン史協会誌』（1847年）                       | 第6版で追加。                                                                      |
| 196  | -    | リンクランクじいさん             | Oll Rinkrank                       | エーレントラウト 『フリジア文庫』（1849年）                                     | 第6版で追加。                                                                      |
| 197  | -    | 水晶玉                           | Die Kristallkugel                  | フリートムント・フォン・アルニム 『山岳で収集した100の昔話』（1834年）          | 第6版で追加。                                                                      |
| 198  | -    | マレーン姫                       | Jungfrau Maleen                    | カール・ミュレンホフの伝説集（1845年）                                          | 第6版で追加。                                                                      |
| 199  | -    | 水牛の革の長靴                   | Der Stiefel von Büffelleder        | フリートムント・フォン・アルニム 『山岳で収集した100の昔話』（1834年）          | 第6版で追加。                                                                      |
| 200  | 156  | 金の鍵                           | Der goldene Schlüssel              | マリー・ハッセンプフルーク                                                      | 初版では第2巻の70番（通算で156番目）で、以降一貫して最後に置かれている話。         |

## KHM 201 -210（子供の聖者伝）
| KHM | タイトル                 | 原題                              | 取材源                                               | 備考 |
| --- | ------------------------ | --------------------------------- | ---------------------------------------------------- | --- |
| 201 | 森のなかのヨーゼフ聖者   | Der heilige Joseph im Walde       | ハクストハウゼン家                                   | 第2版で追加。グリムの注にパーダーボルン地方の話とある。                                                  |
| 202 | 十二使徒                 | Die zwölf Apostel                 | ハクストハウゼン家                                   | 第2版で追加。グリムの注にパーダーボルン地方の話とある。                                                  |
| 203 | ばら                     | Die Rose                          | ハクストハウゼン家                                   | 第2版で追加。グリムの注にパーダーボルン地方の話とある。                                                  |
| 204 | 貧窮と謙遜は天国へ行く路 | Armut und Demut führen zum Himmel | ハクストハウゼン家                                   | 第2版で追加。グリムの注にパーダーボルン地方の話とある。                                                  |
| 205 | 神様のめしあがりもの     | Gottes Speise                     | ハクストハウゼン家                                   | 第2版で追加。グリムの注にパーダーボルン地方の話とある。                                                  |
| 206 | 三ぼんのみどりの枝       | Die drei grünen Zweige            | ハクストハウゼン家                                   | 第2版で追加。グリムの注にパーダーボルン地方の話とある。                                                  |
| 207 | 聖母のおさかずき         | Muttergottesgläschen              | ハクストハウゼン家                                   | 第2版で追加。グリムの注にパーダーボルン地方の話とある。                                                  |
| 208 | おばあさん               | Das alte Mütterchen               |                                                      | 第2版で追加。グリムの注にヘッセンの話とある。                                                            |
| 209 | 天国の婚礼               | Die himmlische Hochzeit           |                                                      | 初版では第2巻の35番（通算で121番目）。グリムの注にメクレンブルク地方の話とある。12世紀頃からある聖者伝。 |
| 210 | はしばみの木のむち       | Die Haselrute                     | フランツ・ヨーゼフ・フォンブンの民間伝説集（1847年） | 第6版より追加。                                                                                          |

## 第7版までに削除されたもの
| KHM                 | タイトル                         | 原題                                              | 取材源                                                                        | 備考 |  |
| ------------------- | -------------------------------- | ------------------------------------------------- | ----------------------------------------------------------------------------- | --- |  |
| 6a                  | 夜うぐいすとめくらとかげの話     | Von der Nachtigall und der Blindschleiche         | フランスの本 (1808年)                                                         | 第2版で「忠臣ヨハネス」に差し替え。 |  |
| 8a                  | ほうちょうをもった手             | The hand with the measurer                        | スコットランドの伝承                                                          | 第2版で「奇妙な音楽家」に差し替え。 |  |
| 16a                 | なんでもござれ                   | Herr Fix und Fertig                               | ヨーハン・フリードリヒ・クラウゼ                                              | 第2版で「三枚の蛇の葉」に差し替え。 |  |
| 22a                 | 子どもたちが屠殺ごっこをした話   | Wie Kinder Schlachtens miteinander gespielt haben | ヨハネス・プレトーリウス 『冒険の福引壷』（1669年）                           | 第2版で「なぞなぞ」に差し替え。 |  |
| 27a                 | 死神とがちょうの番人             | Der Tod und der Gänsehirt                         | ゲオルク・フィリップ・ハルスデルファー 『痛ましい殺人物語の大舞台』（1663年） | 第2版で「ブレーメンの音楽隊」に差し替え。 |  |
| 33a                 | 長靴をはいた猫                   | Der gestiefelte Kater                             | ジャネット・ハッセンプフルーク                                                | ペローの童話集にあるものと逐語的に似ていたため、第2版で「三つの言葉」に差し替えられる。                                                                                |  |
| 34a                 | ハンスのトリーネ                 | Hansens Trine                                     | ドルトヒェン・ヴィルト                                                        | 第2版で「知恵者エルゼ」に差し替えられる。 |  |
| 43a                 | 奇妙なおよばれ                   | Die wunderliche Gasterei                          | アマーリエ・カッセンプフルーク                                                | 第3版で「トゥルーデおばさん」に差し替え。 |  |
| 54a                 | 馬鹿のハンス                     | Hans Dumm                                         | ハッセンプフルーク家                                                          | 第2版で「背嚢と帽子と角笛」に差し替え。 |  |
| 62a                 | 青ひげ                           | Blaubart                                          | ハッセンプフルーク家                                                          | ペローとの関連が明らかなため、第2版で「蜂の女王」に差し替えられる。 |  |
| 64a                 | ぼけなすの話                     | Von dem Dummling                                  | グレートヒェン・ヴィルト他                                                    | 「白い鳩」「蜜蜂の女王」「三枚の鳥の羽」「黄金のがちょう」の4つからなる話で、「白い鳩」を除いて第2版以降それぞれ独立した話になる。                                     |  |
| 66a                 | どんちゃか騒ぎ                   | Hurleburlebutz                                    | ヨハンナ・ハッセンプフルーク                                                  | 第2版で「子ウサギのおよめさん」に差し替え。 |  |
| 68a                 | 夏の庭と冬の庭                   | Von dem Sommer- und Wintergarten                  | フェルディナント・ジーベルト                                                  | 第2版で「どろぼう名人とその大先生」に差し替えられ、「鳴いて飛び跳ねるひばり」(KHM88)の注に入れられる。                                                                 |  |
| 70a                 | オケルロ                         | Der Okerlo                                        | ジャネット・ハッセンプフルーク                                                | オーノワ夫人の話との類似のため、第2版で「三人のしあわせもの」に差し替えられ、「めっけ鳥」（KHM51）の注に入れられる。                                                   |  |
| 71a                 | ねずみの皮の王女                 | Prinzessin Mäusehaut                              | ヴィルト家                                                                    | ペローの「ロバの皮」との関連が明らかなため、第2版で 六人男、世界を股にかける」に差し替え。                                                                             |  |
| 72a                 | 梨の小僧が落ちない               | Das Birnli will nit fallen                        |                                                                               | スイスの口承。唯一の韻文であったため、第2版で「狼と人間」に差し替えられる。                                                                                            |  |
| 73a                 | 人殺し城                         | Das Mordschloss                                   | オランダ人女性                                                                | オランダの話であること、またペローの「青髭」との関連性から、第2版で「狼と狐」に差し替えられる。                                                                        |  |
| 74a                 | 泉の子ヨハネスと泉の子カスパール | Von Johannes-Wassersprung und Caspar-Wassersprung | フリーデリケ・マンネル                                                        | 第2版で「狼と名付けをたのんだ奥さま」に差し替えられ、「ふたり兄弟」（KHM60）の注に入れられる。                                                                         |  |
| 75a                 | フェニックス鳥                   | Vogel Phönix                                      | マリー・ハッセンプフルーク                                                    | マイン地方の話。第2版で「狼と猫」に差し替えられ、「三本の金の髪の毛を持つ悪魔」の注に入れられる。                                                                      |  |
| 77a                 | さしもの師とろくろ師の話         | Vom Schreiner und Drechsler                       | フリーデリケ・マンネル                                                        | 第2版で「知恵者のグレーテル」に差し替え。 |  |
| 81a                 | 鍛冶屋と悪魔                     | Der Schmidt und der Teufel                        | マリー・ハッセンプフルーク                                                    | 第2版で「のんきぼうず」に差し替え。 |  |
| 82a                 | 三人姉妹                         | Die drei Schwestern                               | ヨハン・カール・アウグスト・ムゼーウス 『ドイツ人の昔話』（1782年）           | 第2版で「道楽ハンスル」に差し替え。ヤーコプはこの話について書簡で「口承の生き生きした感じがない」と述べている。                                                        |  |
| 84a                 | お姑                             | Die Schwiegermutter                               | ハッセンプフルーク家                                                          | 同家で書き留められたもの。断片であるため、第2版で「ハンスの嫁取り」に差し替えられる。                                                                                  |  |
| 85a                 | （断片）                         | Fragmente                                         |                                                                               | 「雪の花」「お姫様としらみ」「ヨハネス王子の話」「役に立つ膏薬」の4断片。第2版で「黄金の子供たち 」に差し替え。                                                        |  |
| 104a                | 忠実な動物たち                   | Die treuen Tiere                                  | フェルディナント・ジーベルト                                                  | 初版よりシュヴァルム地方の話として置かれていたが、のちにモンゴルの話の翻訳に基づくことが判明し、第7版で「賢い人々」に差し替えられる。                                  |  |
| 107a                | からす                           | Die Krähen                                        | アウグスト・フォン・ハクストハウゼン                                          | アウグストがメクレンブルク出身の兵隊から聞き取り送付したもの。第5版で「 旅あるきの二人の職人」に差し替え。                                                             |  |
| 119a                | 怠け者と働き者                   | Der Faule und der Fleißige                        | フェルディナント・ジーベルト (?)                                              | グリムの注にシュヴァルム地方の話とある。第2版で「シュヴァーベンの七人男」に差し替え。                                                                                  |  |
| 122a                | 長い鼻                           | Die lange Nase                                    | ドロテーア・フィーマン                                                        | 第2版で「キャベツろば」に差し替えられ、同注に入れられる。 |  |
| 129a                | ライオンと蛙                     | Der Löwe und der Frosch                           | ルドヴィガ・ヨルデス・ブレンターノ                                            | 第2版で「腕利き四兄弟」に差し替え。 |  |
| 130a                | 兵士と指物師                     | Der Soldat und der Schreiner                      | ハクストハウゼン家 (?)                                                        | グリムの注にミュンスターラントの話とある。またヤーコプからヴィルヘルムへの手紙に「私が削除したい最悪の話」として挙げている 。第2版で「一つ目二つ目三つ目」に差し替え。 |  |
| 136a                | 山男                             | De wilde Mann                                     | ハクストハウゼン家                                                            | 方言で書かれたミュンスター地方の話。第7版で「鉄のハンス」に差し替えられる。                                                                                            |  |
| 143a                | 飢死にしそうな子どもたち         | Die Kinder in Hungersnot                          | ヨハネス・プレトーリウス 『冒険の福引壷』（1669年）                           | 第2版で「旅に出る」に差し替え。 |  |
| 152a                | 哀しみの聖女                     | Die heilige Frau Kummernis                        | アンドレアス・シュトローベルの書物（1770年）                                  | 第2版で「牧童」に差し替え。 |  |
| 175a                | 不幸せ                           | Das Unglück                                       | ハンス・ヴィルヘルム・キルヒホフ『ヴェンド人の怒り』（1563年）                | 第4版で追加され、第7版で「月」に差し替え。 |  |
| 182a                | えんどう豆の試練                 | Die Erbsenprobe                                   |                                                                               | 第5版で追加され、第6版で「小人の贈りもの」に差し替え。アンデルセンに同様の話「エンドウ豆の上に寝たお姫さま」がある。                                                   |  |
| 191a                | 盗賊と彼の息子たち               | Der Räuber und seine Söhne                        | モーリツ・ハウプト 『ドイツ古代誌』 （1836年）                                | 第5版で追加され、第7版で「あめふらし」に差し替え。 |  |
| ! 211a [絞首架の男] | Der Mann vom Galgen              |                                                   |                                                                               | |  |
|                     |                                  |                                                   |                                                                               | |  |
|                     |                                  |                                                   |                                                                               | |  |
|                     |                                  |                                                   |                                                                               | |  |